# Мохово (Колпашевський район)
Мо́хово (рос. Мохово) — присілок у складі Колпашевського району Томської області, Росія. Входить до складу Новоселовського сільського поселення.

## Населення
Населення — 65 осіб (2010; 85 у 2002).
Національний склад (станом на 2002 рік):
- росіяни — 97 %